# Bernardo Sepúlveda Amor

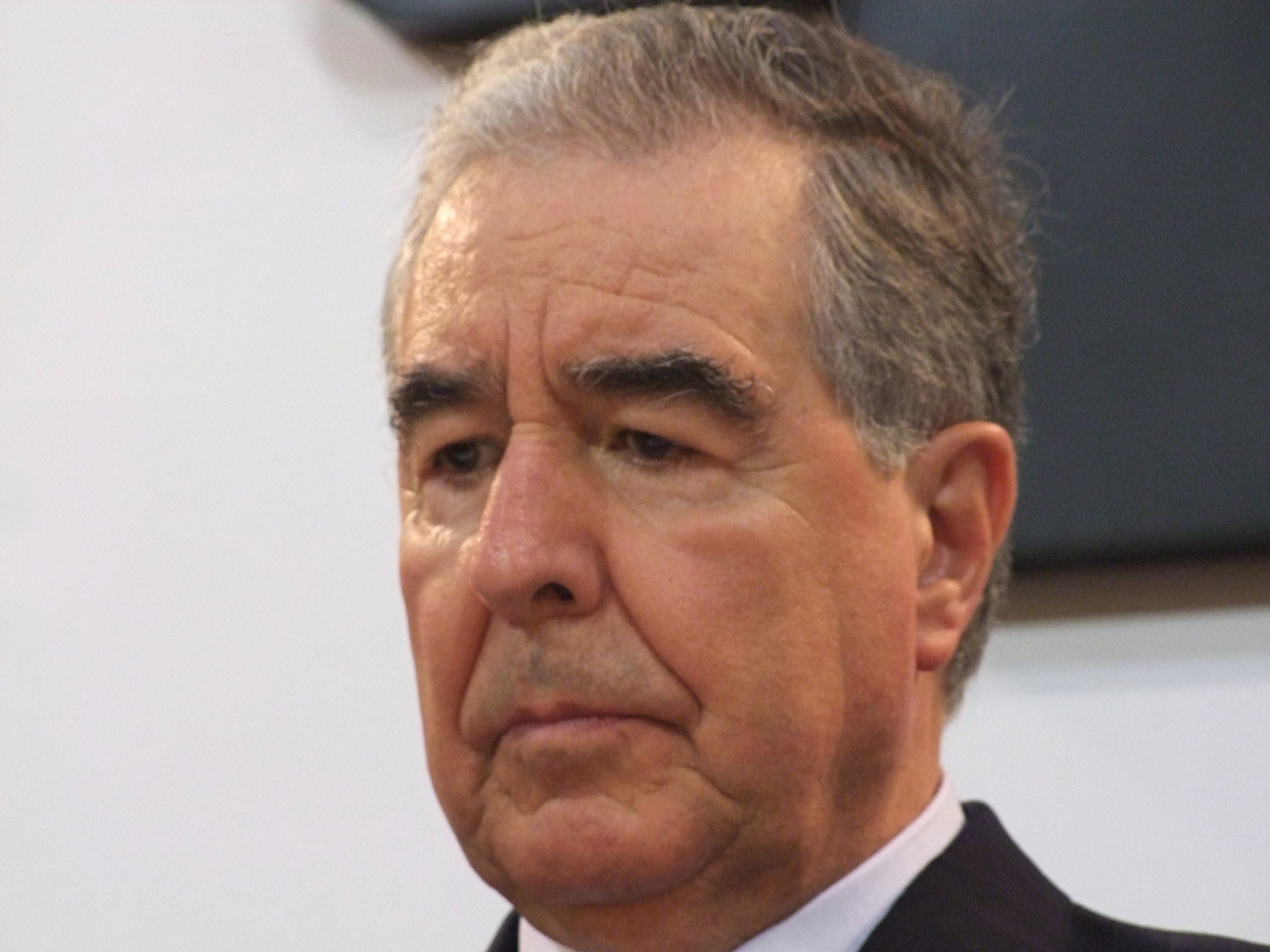
Bernardo Sepúlveda Amor, 2011

Bernardo Sepúlveda Amor (* 14. Dezember 1941 in Mexiko-Stadt) ist ein mexikanischer Jurist, Politiker und Diplomat. Von 1982 bis 1988 war er Außenminister seines Heimatlandes. Darüber hinaus amtierte er von 2006 bis 2015 als Richter am Internationalen Gerichtshof, darunter von 2012 bis 2015 als Vizepräsident des Gerichts.

## Leben
Sepúlveda Amor wurde 1941 als Sohn des Arztes und Professors Bernardo Sepúlveda und seiner Ehefrau Margarita Amor de Ferreira geboren. Er studierte Rechtswissenschaften an der UNAM und schloss sein Studium 1964 magna cum laude ab. Anschließend ging er an die Universität Cambridge, wo er 1965 ein Diplom im internationalen Recht und 1966 den LL.M. erwarb.
Von 1968 bis 1970 war er stellvertretender Direktor für Rechtsfragen im mexikanischen Präsidialamt, anschließend leitete er bis 1975 das Programm für Auslandsinvestitionen. Von 1976 bis 1980 war er Generaldirektor für internationale Fragen im mexikanischen Finanzministerium und 1981 Hauptberater für internationale Fragen im Haushaltsministerium. Sepúlveda Amor gehörte verschiedenen mexikanischen Delegationen bei UN-Konferenzen an, darunter bei der Wiener Konferenz über das Recht der Verträge (1968) und bei der Dritten Seerechtskonferenz (1974/75). Von 1977 bis 1980 war er Mitglied der UN-Kommission für multinationale Unternehmen, zu deren Vorsitzenden er 1980 ernannt wurde.
1982 wurde Sepúlveda Amor zum Botschafter in den Vereinigten Staaten ernannt. Er beriet Miguel de la Madrid Hurtado im Präsidentschaftswahlkampf 1982 in internationalen Angelegenheiten und wurde von diesem nach dem Wahlsieg als Außenminister in sein Kabinett berufen. In dieser Eigenschaft leitete Sepúlveda Amor die mexikanischen Delegationen bei der Generalversammlung der Vereinten Nationen und der Generalversammlung der Organisation Amerikanischer Staaten. Zudem vertrat er Mexiko im mittelamerikanischen Friedensprozess und gründete zusammen mit seinen Amtskollegen aus Venezuela, Kolumbien und Panama die Contadora-Gruppe zur Beilegung des militärischen Konflikts in El Salvador, Nicaragua und Guatemala. In seine Amtszeit fiel zudem die Gründung der Rio-Gruppe (damals Gruppe der Acht). Nach seiner Zeit als Außenminister war er von 1989 bis 1993 Botschafter im Vereinigten Königreich und Irland.
Von 1996 bis 2005 gehörte Sepúlveda Amor der Völkerrechtskommission der Vereinten Nationen an und war zeitgleich von 1997 bis 2005 Syndikus der mexikanischen Baugruppe ICA.
Von Februar 2006 bis Februar 2015 war Sepúlveda Amor Richter am Internationalen Gerichtshof in Den Haag, an dem er zuvor bereits im Fall Avena and Other Mexican Nationals (Mexiko gegen USA) als Ad-hoc-Richter tätig gewesen war. Darüber hinaus fungierte er von Februar 2012 bis Februar 2015 als Vizepräsident des Gerichtshofs.
Sepúlveda Amor lehrt seit 1967 Völkerrecht am Colegio de México, dem er von 1993 bis 2006 auch als Associate Research Fellow angehörte. Er war Gastdozent an verschiedenen akademischen Institutionen seines Heimatlandes, darunter an der UNAM, dem Centro de Investigación y Docencia Económica (CIDE), dem Instituto Tecnológico Autónomo de México (ITAM) und dem Instituto Matías Romero de Estudos Diplomáticos des mexikanischen Außenministeriums.
Er ist verheiratet und hat drei Söhne.

## Auszeichnungen
Für seine Verdienste wurde Sepúlveda Amor mehrfach ausgezeichnet. So wurde ihm 1984 der Prinz-von-Asturien-Preis und 1985 zusammen mit den anderen Mitgliedern der Contadora-Gruppe von der UNESCO der Simón-Bolívar-Preis verliehen. Er ist Knight Grand Cross des Order of St. Michael and St. George, Träger des Großkreuzes des Orden de Isabel la Católica, des Großkreuzes des Orden des Befreiers San Martin, des Großkreuzes des Christusorden, des Großkreuzes des Orden vom Kreuz des Südens, des Großkreuzes des Orden der Aufgehenden Sonne, zudem ist er Grand Officier der Ehrenlegion. Darüber hinaus wurde ihm von der University of San Diego (1982) und der Universität Leningrad (1987) die Ehrendoktorwürde verliehen.

## Publikationen (Auswahl)
- La inversión extranjera en México. Fondo de Cultura Económica, 1973.
- Las empresas transnacionales en México. Colegio de México, 1974.
- México y su compromiso con la protección de los derechos humanos. In: Héctor Gros Espiell : amicorum liber ; persona humana y derecho internacional. Bruylant, Brüssel 1997, ISBN 2-8027-1004-4, S. 1435–1465.
- Diplomatic and consular protection: the rights of the state and the rights of the individual in the LaGrand and Avena cases. In: Ulrich Fastenrath u. a. (Hrsg.): From bilateralism to community interest : essays in honour of Judge Bruno Simma. Oxford Univ. Press, Oxford 2011, ISBN 978-0-19-958881-7, S. 1097–1118.